# Francisco Trujillo Gurría (Huimanguillo)
Francisco Trujillo Gurría es una localidad del municipio de Huimanguillo ubicado en la subregión de la Chontalpa del estado mexicano de Tabasco.

## Geografía
La localidad de Francisco Trujillo Gurría se sitúa en las coordenadas geográficas 17°58′53″N 94°03′55″O / 17.981389, -94.065278, a una elevación de 1 metro sobre el nivel del mar.

## Demografía
Según el Conteo de Población y Vivienda 2020, efectuado por el Instituto Nacional de Estadística y Geografía, la localidad de Francisco Trujillo Gurría tiene 57 habitantes, de los cuales 36 son del sexo masculino y 21 del sexo femenino. Su tasa de fecundidad es de 3 hijos por mujer y tiene 18 viviendas particulares habitadas.
| Gráfica de evolución demográfica de Francisco Trujillo Gurría entre 1990 y 2020 |
|                                                                                 |
| INEGI.                                                                          |